# Halové mistrovství Československa v atletice

## Ročníky
| Rok          | Místo              | Datum konání      |
| ------------ | ------------------ | ----------------- |
| HM ČSSR 1969 | Jablonec nad Nisou | 22. – 23. 2. 1969 |
| HM ČSSR 1970 | Jablonec nad Nisou | 21. – 22. 2. 1970 |
| HM ČSSR 1971 | Jablonec nad Nisou | 13. – 14. 2. 1971 |
| HM ČSSR 1972 | Jablonec nad Nisou | 12. – 13. 2. 1972 |
| HM ČSSR 1973 | Jablonec nad Nisou | 10. – 11. 2. 1973 |
| HM ČSSR 1974 | Jablonec nad Nisou | 23. – 24. 2. 1974 |
| HM ČSSR 1975 | Jablonec nad Nisou | 15. – 16. 2. 1975 |
| HM ČSSR 1976 | Košice             | 7. – 8. 2. 1976   |
| HM ČSSR 1977 | Ostrava            | 26. – 27. 2. 1977 |
| HM ČSSR 1978 | Jablonec nad Nisou | 25. – 26. 2. 1978 |
| HM ČSSR 1979 | Jablonec nad Nisou | 10. – 11. 2. 1979 |
| HM ČSSR 1980 | Jablonec nad Nisou | 16. – 17. 2. 1980 |
| HM ČSSR 1981 | Jablonec nad Nisou | 7. – 8. 2. 1981   |
| HM ČSSR 1982 | Jablonec nad Nisou | 20. – 21. 2. 1982 |
| HM ČSSR 1983 | Jablonec nad Nisou | 19. – 20. 2. 1983 |
| HM ČSSR 1984 | Jablonec nad Nisou | 18. – 19. 2. 1984 |
| HM ČSSR 1985 | Jablonec nad Nisou | 9. – 10. 2. 1985  |
| HM ČSSR 1986 | Jablonec nad Nisou | 8. – 9. 2. 1986   |
| HM ČSSR 1987 | Jablonec nad Nisou | 7. – 8. 2. 1987   |
| HM ČSSR 1988 | Jablonec nad Nisou | 20. – 21. 2. 1988 |
| HM ČSSR 1989 | Jablonec nad Nisou | 4. – 5. 2. 1989   |
| HM ČSSR 1990 | Praha              | 17. – 18. 2. 1990 |
| HM ČSFR 1991 | Praha              | 23. – 24. 2. 1991 |
| HM ČSFR 1992 | Praha              | 15. – 16. 2. 1992 |